# Minchia

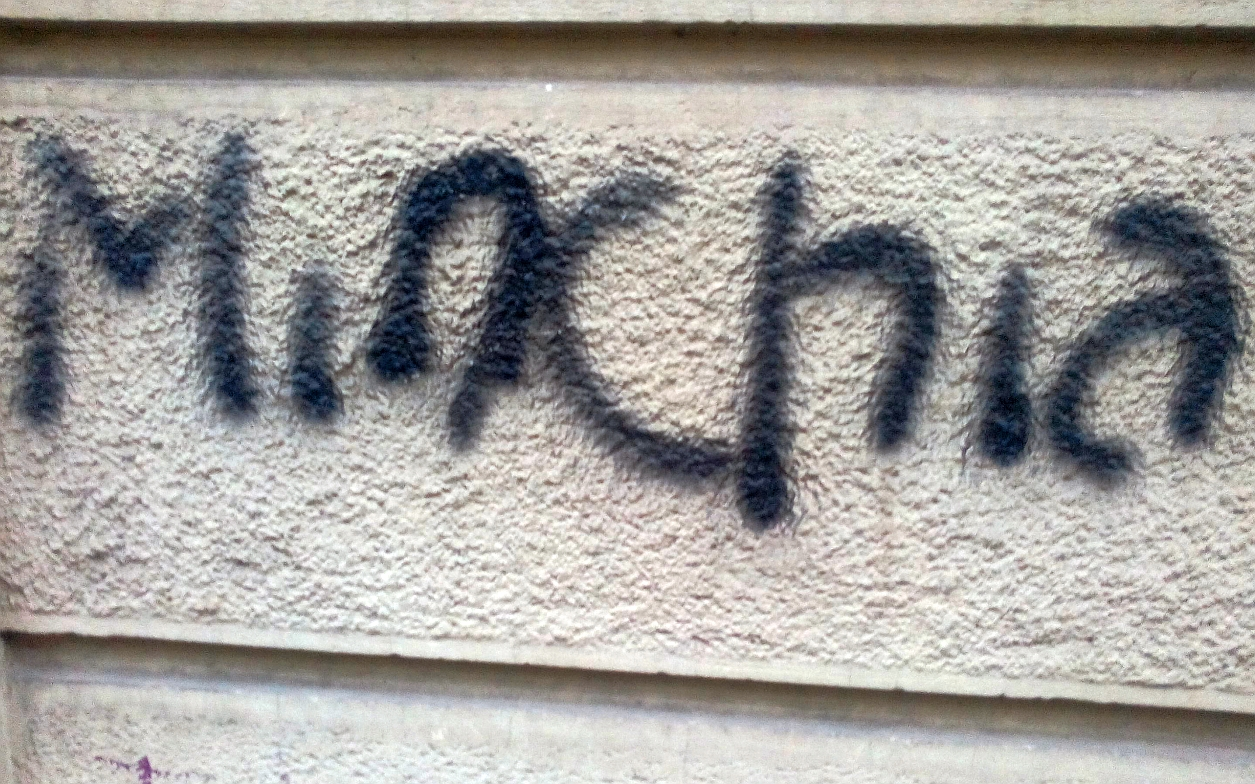
Minchia: graffito a Torino (2017)

Minchia è un sostantivo siciliano accolto dalla lingua italiana per significare il pene e, al pari di cazzo e altre parole volgari, è termine produttivo di derivati dalla valenza più varia, in grado di formare ad esempio espressioni di apprezzamento, disprezzo, sottolineatura, ingiuria, stupore.

## Etimologia
L'origine di questa parola è da rinvenirsi nel latino volgare *mincla, dal latino mentula, che nonostante i cambiamenti fonetici ha mantenuto il preciso significato di "pene". La radice indo-europea rimanda ancora indietro a *men- riferita al significato di "spiccare, torreggiare", rimandando anche ai termini latini mōns e mentum.
Altri rimandano ad una correlazione etimologica con il verbo mingō ("urinare"), ma questa ipotesi non è solida sia per la morfofonesi  del lemma odierno ma soprattutto perché la -i- sembra comparire già in età antica. Nonostante ciò la variante menchia è ancora in uso nel siciliano parlato e scritto, ma potrebbe trattarsi di un fenomeno recente.
Può capitare anche che minchia subisca l'aferesi ad inizio parola diventando un 'nchia a denti stretti.

### Varianti
In siciliano è tuttora in uso un vasto ventaglio di termini derivati da questa parola, sia di accezione spregiativa che sorniona.
"Fari na minchiata" significa "fare una stupidaggine" o comunque un'azione poco accorta o sciocca. Un "minchiataru" è una persona che si pone come una persona la cui attendibilità narrativa è scarsa, soprattutto in riferimento ad imprese esagerate o poco credibili.
"Minchiuni" (adattato come minchione) equivale ad una persona stupida, spesso incapace delle proprie scelte o azioni, che corrisponde al più generico coglione.
Esistono poi tutta una serie di forme edulcorate ed ipocoristiche come mìzzica, milla, misca, minnosi usate per attenuare la carica turpiloquente di tutti i termini che iniziano e derivano da minchia, magari in contesti in cui si voglia cancellare l'allusione sessuale del termine o in conversazioni con persone con cui non si ha particolare confidenza o familiarità. 
Soprattutto i bambini sono soliti ricorrere a un allungato "miii!" che, a seconda del contesto e dell'intonazione utilizzata, può finire per esprimere della rabbia, dell'irritazione, del disappunto ma anche dell'approvazione o della meraviglia.
Nella Sicilia sudorientale, in particolare nel ragusano, è nota la variante mincia per via di un fenomeno di palatizzazione che coinvolge molti dei dialetti della Sicilia sudorientale. Modica e Ispica si differiscono invece per adottare principalmente la parola zonna in sostituzione di minchia/mincia.

## Utilizzo nella musica
Frank Zappa ha pubblicato una canzone dal titolo Tengo 'na Minchia Tanta, con testo in italiano di Massimo Bassoli (con inflessioni tra il siciliano ed il napoletano), all'interno dell'album Uncle Meat nella ristampa in CD del 1987 nonché parte dell'omonimo film del 1987.
Il termine è stato adoperato nella canzone Signor tenente di Giorgio Faletti presentata al Festival di Sanremo 1994 (ed inserita nell'album Come un cartone animato, prodotto da Danilo Amerio) per sottolineare la difficile vita di alcuni reparti dei corpi di polizia. L'intercalare del ritornello Minchia signor tenente era utilizzata come espressione "forte" molto comune all'interno di questi corpi armati per la grande presenza di rappresentanti originari dell'Italia del Sud.

## Utilizzo nella letteratura
In letteratura il termine viene spesso utilizzato soprattutto nell'ambito della comicità, più che altro per la caratterizzazione del linguaggio di personaggi di origine siciliana.
Ad esempio, ne I Malavoglia di Giovanni Verga, padron Ntoni viene giudicato "minchione" dalla comunità perché incapace di fare i suoi affari.
Non mancano utilizzi del termine anche nella letteratura completamente slegata dal sud dell'Italia:
ne Il giornalino di Gian Burrasca di Vamba (Luigi Bertelli), il protagonista guarda di nascosto le fotografie dei pretendenti di sua sorella Luisa ed ecco cosa vi trova scritto: "Che risate matte ho fatto, con quei ritratti!… Su uno c'era scritto: Un vero imbecille!... Su un altro: Oh, carino davvero!... Su un altro: Mi ha chiesto, ma... fossi minchiona!"
Più recentemente Luciana Littizzetto ha pubblicato un libro dal titolo Minchia Sabbry! (editore Zelig) che prende spunto da uno dei personaggi che interpreta durante i suoi spettacoli di cabaret.
Un derivato da questo termine, minchiate, è gioco di carte, una sorta di gioco dei tarocchi, descritto con molti dettagli da Lorenzo Lippi nel suo Malmantile racquistato (Firenze 1664).
L'autore trapanese Giacomo Pilati ha pubblicato nel 2004, per Mursia, il libro Minchia di re, relativo ad una vicenda svoltasi nell'isola di Favignana alla fine del 1800. In siciliano minchia di re è un altro modo per chiamare la Donzella, coloratissimo pesciolino ermafrodita.

## Altri significati
Nella lingua sarda per indicare il membro si usa invece il termine minca, come il siciliano minchia, è anch'esso derivato dal latino mencla.
Nei paesi siciliani adiacenti al mare con il termine minchia marina o minchia di mari si indica volgarmente l'oloturia. Nella Sicilia ionica e tirrenica il nome "minchia di mare" è riservato all'Aplysia depilans e congeneri altrimenti dette "lepre di mare".